# IJsboerke (merk)
IJsboerke is een Belgisch roomijsmerk. De naam verwijst naar het voormalige bedrijf dat werd gesticht door Staf Janssens in Tielen.
Bij het bedrijf zijn 360 werknemers aan de slag. Alle productieactiviteiten vinden plaats in Tielen. De voormalige sites van MIO in Chênée (Luik),  Frisa/Artic in Kuurne en Glacio in Beerse werden gesloten. Het IJsboerkeroomijs is in diverse smaken verkrijgbaar. IJsboerke is anno 2015 de op een na grootste roomijsverkoper in België en marktleider voor suikervrij ijs.
IJsboerke is vooral bekend vanwege de oranje vrachtwagens die vroeger werden gebruikt voor de huis-aan huisverkoop. Deze huis-aan-huisverkoop werd in 2013 definitief stopgezet. De wagens worden nog wel steeds gebruikt, voornamelijk om groothandels en cateringbedrijven te bevoorraden. Het uiterlijk van de vrachtwagens waarmee ze nu rondrijden is aangepast aan hun huidige huisstijl met de kleuren blauw en wit. Daarnaast wordt het ijs ook verkocht in veel supermarkten in België, via 7.000 horecapunten en via de eigen "IJsboerke Moment"-verkooppunten.

## Geschiedenis
- 1935: Staf Janssens deed zijn eerste ronde in Tielen. Hij ging van deur tot deur met een kruiwagen. Later werd de kruiwagen vervangen door een bakfiets. En nadien werden het camionetten.
- 1972-1980: De naamsbekendheid wordt sterk vergroot door sponsoring van een professionele wielerploeg. De IJsboerkeploeg wint de Ronde van Vlaanderen en boekt zelfs etappewinst in de Ronde van Frankrijk.
- 1985 e.v.: IJsboerke begint te exporteren naar onder meer Nederland, Frankrijk, Luxemburg, Oostenrijk en Zwitserland.
- 1996: Oprichter Staf Janssens overlijdt.
- 1997: De Nationale Portefeuille Maatschappij (NPM), een holding van Albert Frère, neemt IJsboerke over.
- 2005: IJsboerke gaat een partnership aan met Studio 100[3] en koopt het Luikse bedrijf MIO over.
- 2007: IJsboerke wordt voortaan gebruikt als merk in de Benelux, MIO voor de export.
- 2007: De groep IJsboerke neemt de West-Vlaamse sectorgenoot Frisa/Artic over. De merknaam IJsboerke blijft bestaan, maar de groep heet voortaan "Belgian Icecream Group" (BIG).
- 2012: Op 21 december vraagt IJsboerke bij de rechtbank van koophandel in Turnhout bescherming aan tegen zijn schuldeisers.[4]
- 2013:
  - 12 februari: Roomijsproducent Glacio uit Beerse maakt zijn overnameplan voor IJsboerke bekend. Die wil 207 van de 335 werknemers overnemen, de andere werknemers zouden worden ontslagen. Als de werknemers niet akkoord gaan met het overnameplan, dan gaat IJsboerke in faling. Gaat het personeel wel akkoord, dan moet nog een overeenkomst gezocht worden met BNP Paribas Fortis, de grootste schuldeiser.[5]
  - 23 februari: Overnemer Glacio en de vakbonden bereiken een akkoord. Eerder was er ook al een overeenkomst met de bank.
  - 3 december: IJsboerke keert terug in het wielrennen als cosponsor van de Lotto-Belisol wielerploeg.[6]
- 2017: Glacio, en dus ook IJsboerke, wordt overgenomen door Sweet Products, het moederbedrijf van Baronie.
- 2020: De Belgian Ice Cream Group (BIG) wordt het moederbedrijf van IJsboerke.